# Bernard Thomas Edward Clark
Bernard Thomas Edward Clark (Londra, 12 novembre 1856 – Port Victoria, 26 settembre 1915) è stato un vescovo cattolico inglese.

## Biografia
Bernard Thomas Edward Clark nacque a Londra il 12 novembre 1856.
Nel dicembre del 1881 fu ordinato presbitero per la provincia di Parigi dell'Ordine dei frati minori cappuccini.
Il 21 marzo 1902 papa Leone XIII lo nominò vicario apostolico dell'Arabia e vescovo titolare di Tingi. Ricevette l'ordinazione episcopale il 1º giugno successivo dal cardinale Pierre-Hector Coullié, arcivescovo metropolita di Lione, co-consacranti il vicario apostolico emerito d'Arabia Louis-Callixte Lasserre e il vescovo di Port Victoria o Seychelles Michel Marc Hudrisier.
Il 10 giugno 1910 papa Pio X lo nominò vescovo di Port Victoria o Seychelles.
Morì a Port Victoria il 26 settembre 1915, all'età di 58 anni dopo essere stato presbitero per circa 34 anni e vescovo per 13 anni.

## Genealogia episcopale
La genealogia episcopale è:
- Cardinale Scipione Rebiba
- Cardinale Giulio Antonio Santori
- Cardinale Girolamo Bernerio, O.P.
- Arcivescovo Galeazzo Sanvitale
- Cardinale Ludovico Ludovisi
- Cardinale Luigi Caetani
- Cardinale Ulderico Carpegna
- Cardinale Paluzzo Paluzzi Altieri degli Albertoni
- Papa Benedetto XIII
- Papa Benedetto XIV
- Papa Clemente XIII
- Cardinale Marcantonio Colonna
- Cardinale Giacinto Sigismondo Gerdil, B.
- Cardinale Giulio Maria della Somaglia
- Cardinale Carlo Odescalchi, S.I.
- Vescovo Eugène de Mazenod, O.M.I.
- Cardinale Joseph Hippolyte Guibert, O.M.I.
- Cardinale Pierre-Hector Coullié
- Vescovo Bernard Thomas Edward Clark, O.F.M.Cap.